# Crujía (arquitectura)

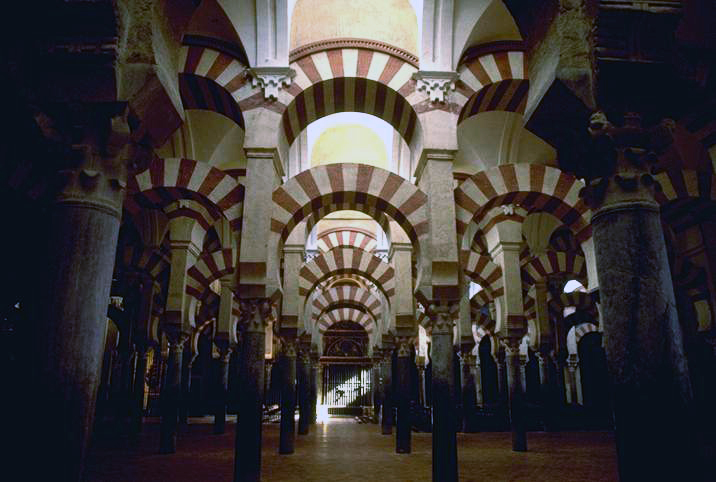
Crujías de la Mezquita de Córdoba, España: espacios entre pilares alineados.

Se denomina crujía (del italiano: corsia) al espacio arquitectónico comprendido entre dos muros de carga, dos alineamientos de pilares (pórticos), o entre un muro y los pilares alineados contiguos. 

## Características
Este espacio hace referencia también a las naves o pasillos de ciertos edificios, que dan acceso a dependencias laterales, como es el caso de cada una de las galerías, o pandas, de un claustro. Constructivamente es cada una de las partes principales en que se divide la planta de un edificio. Se denomina primera crujía a la situada más próxima a la fachada, numerándose correlativamente hacia el interior de la edificación.
La composición arquitectónica más simple es la tipología conformada por yuxtaposición de crujías. En esta forma de composición se establece la comunicación de los recintos mediante la apertura de huecos en los muros; también se utilizan huecos para ventilar e iluminar las habitaciones. La compartimentación de las crujías suele realizarse mediante tabiquería.